# Platja del Cavaió
La platja del Cavaió, també anomenada pels arenyencs Tercera Platja, és una platja semi-urbana de la costa del Maresme, situada entre els municipis d'Arenys de Mar i Canet de Mar (Maresme). Està limitada a llevant per una petita escullera que la separa de la platja de Canet, i a ponent pel port d'Arenys. Té una longitud de 1.500 m (1.000 m a Arenys i 500 m a Canet) i una amplada variable que oscil·la entre 80 i 120 m. La seva composició és sorrenca, amb sorra molt gruixuda i un pendent d'entrada a l'aigua moderat. A l'estiu s'habilita una zona per a gossos a la zona de Canet propera al límit amb Arenys, de 750 m², delimitada per una tanca perimetral i oberta al mar.
Paral·lel a la platja hi ha un passeig natural molt concorregut tant pels veïns de Canet com d'Arenys. A cada extrem de la platja hi ha un búnquer de la Guerra Civil espanyola.